# قائمة الأفلام الأمريكية في التسعينات

## A
- فوق الحافة (1994)
- إيس فينتورا : عندما تنادي الطبيعة (1995)
- إيس فينتورا (1994)
- النهر البري (1994)
- قيم أدمز العائلية (1993)
- بعد الحياة (1998)
- Aimée and Jaguar (1999)
- Airheads (1994)<
- علاء الدين (1992)
- الغريب³ (1992)
- الناجين (فيلم 1993) (1993)
- الجمال الأمريكي (1999)
- American Me (1992)
- فطيرة التفاح الأمريكية (1999)
- الرئيس الأمريكي (1995)
- اناكوندا (1997)
- Angels & Insects (1995)<الملائكة والحشرات>
- Angels in the Outfield  [لغات أخرى]‏ (1994)
- Anglo-Saxon Attitudes (1992)
- 48ساعه أخرى (1990)
- النمل (1998)
- Apollo 13 (1995)أبوللو 13
- أرخانوفوبيا (1990)
- ألعاب آركيد (1993)
- أرماجدن (1998)
- أفضل ما يمكن حصوله (فيلم) (1997)
- رماد الزمن  [لغات أخرى]‏ (1994)
- اوستن باورز : رجل الألغاز العالمى (1997)
- اوستن باورز : الجاسوسه التي لعقت قضيبى (1999)
- الاستيقاظ (1990)

## B
- الخنزير بيب (1995)
- اطفال عباقرة  [لغات أخرى]‏ (1999)
- يوم فسحه الطفل (1994)
- Backdraft (1991)
- الفتيه الاشرار (1995)
- بركة (1992)
- باتمان وروبن  [لغات أخرى]‏ (1997)
- باتمان للأبد (1995)
- عودة باتمان (1992)
- BASEketball (1998)
- غريزة أساسية (1992)
- Beavis and Butt-head Do America (1996)
- الجميله والوحش (1991)
- أجمل من الشيكولاته  [لغات أخرى]‏ (1999)
- الأب الكبير (1999)
- ليباوسكي الكبير (1998)
- Billy Madison (1995)
- طائر فوق السلك (1990)
- خروف أسود (1996)
- مشروع الساحرة بلير (1999)
- Blank Check  [لغات أخرى]‏ (1994)
- الرجل الفارغ (1994)
- الحارس الخاص (1992)
- ليال مرعبة (1997)
- Booty Call (1997)
- Bordello of Blood (1996)
- Bottle Rocket (1996)
- فتيان في الحي (1991)
- The Brady Bunch Movie (1995)
- Brain Candy (1996)
- Brassed Off (1996)
- قلب شجاع (1995) بطولة وإخراج ميل غيبسون
- حياة حشرة (1998)
- Bulletproof (1996)

## C
- فتى الكابلات (1996) بطولة جيم كيري
- كازينو (فيلم) (1995) بطولة روبرت دي نيرو وشارون ستون
- كاسبر : الشبح الودود (1995)
- تشونغ كينغ اكسبريس (1994)
- مدينة الملائكة (1998) : ميغ رايان ونيكولاس كيج
- معاطف المدينة (1991)
- خطر واضح وواقعى (1994)
- Clerks. (1994)
- الزبون (1994)
- Cliffhanger (1993)
- Crimson Tide (1995)
- كلوليس (1995)
- The Commitments (1991)
- Cobb (1994)
- السجن الطائر (1997)
- مخروطي الرأس (1993)
- شجاعه تحت النار (1996)
- The Craft  [لغات أخرى]‏ (1996)
- The Crow (1994)
- نوايا متوحشة  [لغات أخرى]‏ (1999) بطولة سارة ميشيل غيلار ورايان فيليب
- اللعبة الباكيه (1992)
- سيرانو دي برجراك (1990)
- 1998 نظرية المؤامرة : ميل جيبسون - جوليا روبرتس

## D
- الرقص مع الذئاب (1990)
- المدينة المظلمة (1998)
- الرجل المظلم (1990)
- Days of Being Wild (1990)
- ايام الرعد (1990)
- مذهول ومرتبك (1993)
- Dead Presidents (1995)
- البحر الازرق العميق (1999)
- ديب إمباكت (1998)
- Delicatessen (1991)
- جيش الدلتا 2 (1990)
- رجل الدمار (1993)
- Demon Knight (1995)
- دينيس ذا مينيس (1993)
- خارج عن القانون (1995)
- Deterrence (1999)
- محامي الشيطان (1997) بطولة آل باتشينو وكيانو ريفايز وتشارليز ثيرون
- ديك تريسي (فيلم) (1990)
- موت قاسي مع انتقام (1995)
- الغبي و الأغبى (1994)
- [[1990) [[Child's Play 2)
- [[1991) [[Child's Play 3)
- دوغماتية (1999)

## E
- الشرق هو الشرق  [لغات أخرى]‏ (1999)
- Ed Wood (1994)
- إليزابيث (1998)
- المريض الإنكليزي (1996) أفضل فيلم (أوسكار)
- The Englishman Who Went Up a Hill But Came Down a Mountain (1995)

## F
- سقوط Fallen (1998)
- سقوط الملائكه  [لغات أخرى]‏ (1995)
- لعبه عادله  [لغات أخرى]‏ (1995)
- فارغو (فيلم) (1996)
- بضعة رجال أخيار (1992) بطولة توم كروز وجاك نيكلسون
- Fear of a Black Hat (1994)
- نادي القتال (فيلم 1999) (1999) بطولة براد بيت وإدوارد نورتون
- الشركة (1993) بطولة توم كروز
- نادى الزوجات الأولى (1996)
- الملك الصياد (فيلم) (1991)
- Flatliners (1990)
- فلينستون (1994)
- فورست غامب (1994)
- أربع زيجات وجنازة (فيلم) (1994)
- Freejack (1995)
- Fried Green Tomatoes (1991)
- من الغسق حتى الفجر (1996)
- The Fugitive (1993)

## G
- Get Shorty (1995)
- شبح (فيلم 1990) (1990)
- غيا (1998) بطولة أنجيلينا جولي
- العراب (الجزء الثالث) (1990)
- غودزيلا Godzilla (1998)
- العين الذهبية (1995) جيمس بوند
- الأصدقاء الطيبون (1990)
- غود ويل هانتينغ (1997)
- الميل الأخضر (1999)
- Groundhog Day (1993)

## H
- قراصنة
- اليد التي تهز المهد (1992)
- هابي غيلمور (1996)
- Happy Together  [لغات أخرى]‏ (1997)
- صعب القتل  [لغات أخرى]‏ (1990)
- حرارة : أنتوني هوبكنز
- Heavyweights
- هرقل
- Higher Learning (1995)
- وحيد في المنزل (1990)
- وحيدا في المنزل (الجزء الثاني): ضائع في نيويورك (1992)
- وحيد في المنزل 3 (1997)
- شهر العسل في فيجاس (1992)
- Hot Shots! (1991)
- Hot Shots! Part Deux (1993)
- House Party (1990)
- Houseguest (1995)
- How Stella Got Her Groove Back (1998)
- أحدب نوتردام (فيلم 1996) (1996)

## I
- أنا أعرف ماذا فعلت الصيف الماضي (1997)
- The Ice Storm (1997)
- عرض غير لائق (1993)
- يوم الاستقلال (1996)
- Into Thin Air (1997)
- It Takes Two (1995)
- مقابلة مع مصاص دماء (1994) : توم كروز وبراد بيت
- فطرة : أنتوني هوبكنز

## J
- Jackie Brown (1997)
- جيمس والخوخة العملاقة (1996)
- Jason's Lyric (1994)
- JFK (1991)
- Judgment Night  [لغات أخرى]‏ (1993)
- Jumanji (1995)
- حمى الغابة (1991)
- Jurassic Park (1993)

## L
- إل.إيه كونفدنشيال  [لغات أخرى]‏ (1997)
- The Land Girls  [لغات أخرى]‏ (1998)
- Last of the Dogmen (1995)
- آخر سلالة الموهيكيين (1992)
- دوري خاص بهم (1992)
- مغادرة لاس فيغاس (فيلم) (1995)
- كاذب كاذب (1997)
- Lies (1999)
- الملك الأسد (1994) من إنتاج والت ديزني
- قلب الأسد (1990)
- Little Voice  [لغات أخرى]‏ (1998)
- قفل ومخزون وبرميلين دخان (1998)
- العالم المفقود: الحديقة الجوراسية (1997)
- Love Jones (1997)
- A Low Down Dirty Shame  [لغات أخرى]‏ (1994)

## M
- مابوروشي (1995)
- مانغوليا (1999) بطولة توم كروز
- مالكوم إكس (1992) بطولة دنزيل واشنطن
- Man of the House  [لغات أخرى]‏ (1995)
- Marked for Death (1990)
- القناع (1994)
- ذا ماتريكس (1999)
- رجال في الأسود (1997) : ويل سميث
- The Mighty Ducks  [لغات أخرى]‏ (1992)
- ميزري (1990)
- مهمة مستحيلة (1995)
- Mo' Better Blues (1990)
- موني ترين (1995)
- Monkey Trouble (1994)
- معزوفة السيد هولاند  [لغات أخرى]‏ (1995)
- السيدة داوتفاير (1993)
- Muppets from Space (1999)
- زواج أعز صديق (1997)
- قريبي فيني (1992)
- بلدي الخاصة أيداهو (1991)
- Mystery Science Theater 3000: The Movie  [لغات أخرى]‏ (1996)

## N
- المسدس العاري 2½: رائحة الخوف (1991)
- المسدس العاري 33 1/3:الإهانة الأخيرة (1994)
- قتلة بالفطرة (1994)
- New Jack City (1991)
- A Night at the Roxbury (1998)
- كابوس قبل عيد الميلاد (1993)
- نوتينغ هيل Notting Hill (1999)

## O
- حيز المكاتب (1999)
- من أجل العدالة (1991)

## P
- الراكب 57 (1992)
- باتش آدمز (1998)
- ألعاب وطنية (فيلم) (1992)
- PCU (1994)
- قضية البجع (1993)
- فيلادلفيا (1993)
- Pocahontas (1995)
- بويتيك جاستيس (1993)
- Presumed Innocent (1990)
- امرأة جميلة (1990) ريتشارد غير، جوليا روبرتس
- Private Parts (1997)
- الاختصاصي (1994) شارون ستون، سلفستر ستالون
- Pulp Fiction (1994)

## Q
- السريع والميت  [لغات أخرى]‏ (1995) جاك هاكمان وشارون ستون وراسل كرو
- Quicksilver Highway (1997)
- كويز شو (فيلم) (1994)عرض اللغز

## R
- كلاب مستودع (1992)
- رينغ (1998)الخاتم
- النهر يجري من خلالها (فيلم) (1991)النهر يجري من خلاله
- روبن هود : الرجال في ضيق  [لغات أخرى]‏ (1993)
- روبن هود: أمير اللصوص  [لغات أخرى]‏ (1991)
- الصخرة The Rock (1996) شين كونري
- Rocketman (1997)رجل الصاروخ
- Rudy (1993)
- العروسة الهاربة (1999)اهربي يا عروس !
- ساعة الانطلاق Rush Hour (1998)
- رشمور (1998)
- روميو + جولييت (1996)

## S
- A Saintly Switch (1999)
- The Santa Clause (1994)البابا نويل
- Sarafina!
- إنقاذ الجندي رايان (1998)
- A Scene at the Sea (1991)مشهد على البحر
- عطر المرأة (1992)
- الصرخة (1996)
- سبع (فيلم) (1995) : براد بيت وصأمويل جاكسون
- Set It Off (1996)
- سيلينا (1997)
- شكسبير واقع في الحب (1998)
- الخلاص من شاوشانك (1994)
- قائمة شندلر (1993)
- شوغيلز (1995)فتيات الاستعراض
- صمت الحملان (1991) : جودي فوستر وأنتوني هوبكنز
- A Simple Plan (1998)خطة بسيطة
- A Simple Twist of Fate (1994)
- Sirens (1994)
- ستة أيام، سبعة ليالي (1998)
- الحاسة السادسة (1999)
- SLC Punk! (1999)
- النوم مع العدو (1991)
- الساهر في سياتل (1993)الأرق في سياتل
- Sliding Doors (1998)
- سلينج بليد (1996)
- So I Married an Axe Murderer (1993)تزوجت قاتل سابق
- سبيس جام (1996)
- السرعة (فيلم) (1994)
- السرعة 2 (1997)
- Spice World (1997)
- ستارتريك : الاتصال الأول (1996)
- ستارتريك : أجيال (1994)
- ستار ترك (1998)
- ستار تريك السادس : غير المكتشفة البلد (1991)
- حرب النجوم الجزء الأول: تهديد الشبح (فيلم) (1999)
- ستارجيت (فيلم) (1994)
- Still Crazy (1998)ما زال مجنونا ً
- Striptease (1996)
- أشعة الشمس (1999)شروق الشمس
- سوبر ماريو برذرز (فيلم) (1993)

## T
- السيد ريبلي الموهوب (فيلم) (1999)السيد رايبلي الموهوب
- The Tango Lesson (1997)درس التانغو
- سلاحف النينجا (1990)
- المبيد 2 (فيلم) (1991)المدمر الجزء الثاني : يوم الحساب
- A Thin Line Between Love and Hate (1996)خيط رقيق بين الحب والكراهية
- The Thomas Crown Affair  [لغات أخرى]‏ (Remake/1999)
- تيلما ولويز (1991)
- هناك شيء ما عن ماري (فيلم) (1998)هناك شيء عن ماري
- ثلاثية الألوان: أزرق (1993)ثلاثة ألوان : الأزرق
- ثلاثية الألوان: أحمر (1994)ثلاثة ألوان : الأحمر
- ثلاثية الألوان: أبيض (1993)ثلاثة ألوان : الأبيض
- Thursday (1998)الخميس
- تيتانيك (1997)
- لاموت غدا (1997) جيمس بوند
- To Wong Foo, Thanks for Everything! Julie Newmar (1995)
- توبسي ترفي (1999)
- توتال ريكول (فيلم 1990) (1990)
- Toy Soldiers (1991)
- قصة لعبة (1995) والت ديزني
- حكاية لعبة 2 (1999)قصة لعبة الجزء الثاني
- ترو لايز (July 1994)الأكاذيب الحقيقية
- رومانسية حقيقية (1993)الرومانس الحقيقي
- عرض ترومان (1998)
- Truth or Dare  [لغات أخرى]‏ (1991)
- تمبلويدس (1999)
- 12 قردا (1995) بروس ويليس
- Twister (1996)

## U
- اللامتسامح (1992)
- المشتبه بهم المعتادون (1995)المتهمون الاعتياديون

## V
- Very Bad Things (1998)أشياء سيئة جدا ً
- بركان (توضيح) (1997)البركان

## W
- Waiting to Exhale (1995)
- Waynes World (1992)
- Waynes World 2 (1993)
- The Waterboy (1998)
- عالم الماء (1995)عالم الماء
- ما الذي يضايق جيلبرت جريب (1993)
- What's Love Got to Do with It?  [لغات أخرى]‏ (1993)
- البيض لا يستطيعون القفز (1992)الرجال البيض لا يستطيعون القفز
- Who Am I? (1998)من أنا ؟
- العالم ليس بكاف (1999) جيمس بوند

## Y
- Young Guns II (1990)
- موت قاسي
- Final Distination
- Wild Things